# Shavar Ross
Shavar Ross est un acteur américain, né le 4 mars 1971 à New York. Il se fait connaître à la télévision grâce aux rôles de Dudley Johnson dans Arnold et Willy (1980-1986) et de Weasel dans La Vie de famille (1992-1994), ainsi qu'au cinéma, Reggie Winter dans Vendredi 13, chapitre V : Une nouvelle terreur (1985).

## Biographie

### Jeunesse et formations
Shavar Malik Ross naît le 4 mars 1971 dans le Sud du Bronx à New York. À l'âge de sept ans, ses parents se séparent : sa mère le prend avec sa sœur pour s'installer à Macon, en Géorgie, et son père, Hank Ross (1950-1988), part vivre à Los Angeles pour poursuivre sa carrière d'acteur.
En 1979, il séjourne chez son père au profit des vacances de Noël, et y est découvert par Evelyn Shultz, responsable pour enfants acteurs. Son père met sa carrière entre parenthèses afin de gérer celle de son fils, en commençant par la publicité télévisée.
À 12 ans, il avoue rêver de devenir docteur et abandonnerait un jour sa carrière d'acteur afin de se consacrer à la médecine.

### Carrière

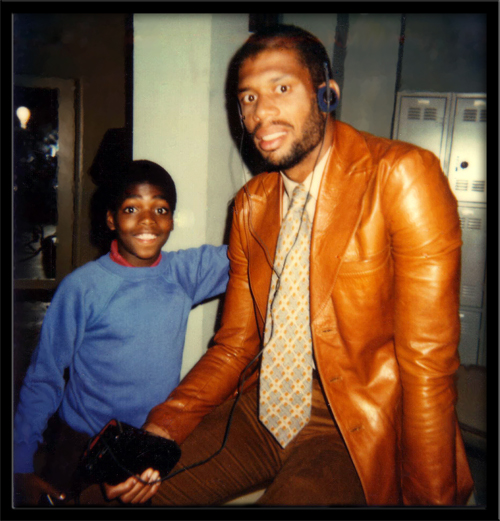
Shavar Ross, avec Kareem Abdul-Jabbar dans les coulisses d'Arnold et Willy, en 1982.

En 1980, Sharva Ross fait ses premiers passages à la télévision, d'abord dans le rôle de Dudley Johnson, le meilleur ami Arnold Jackson, interprété par Gary Coleman, pour la série télévisée Arnold et Willy (Diff'rent Strokes),, sur la chaîne NBC, puis celui du camarade de Joey Seymour, encore interprété par Gary Coleman, pour le téléfilm Scout's Honor de Henry Levin.
En 1982, il prête sa voix au personnage, Buckwheat, dans la série animée Les Petites Canailles (The Little Rascals).
Dès 1983, il apparaît dans les séries La croisière s'amuse (The Love Boat), MacGyver (1985), Magnum (Magnum, P.I., 1986-1988), Amour, gloire et beauté (The Bold and the Beautiful, 1991), Quoi de neuf, docteur ? (Growing Pains, 1991) et Le Prince de Bel-Air (The Fresh Prince of Bel-Air, 1992).
En 1985, il a pour rôle principal, Reggie, dans le film d'horreur Vendredi 13, chapitre V : Une nouvelle terreur (Friday the 13th: A New Beginning) de Danny Steinmann,.
En 1992, il tient le rôle de Weasel, aux côtés de Jaleel White, dans le sitcom La Vie de famille (Family Matters),.
En 1993, il incarne Michael, fils d'Ike Turner, dans le film biographique Tina (What's Love Got to Do with It) de Jerrold Freedman, racontant la vie de Tina Turner.

### Vie privée
Le 15 décembre 1992, Shavar Ross se marie à Jacqueline Ross, avec qui il a deux enfants : un garçon, Seven Shavar Ross, né le 24 août 1993 et une fille, Chelsea Lynn Ross, née le 26 février 2005.

## Filmographie

### Acteur

#### Longs métrages
- 1985 : Vendredi 13, chapitre V : Une nouvelle terreur (Friday the 13th: A New Beginning) de Danny Steinmann : Reggie
- 1986 : Native Son de Jerrold Freedman : Buddy
- 1993 : Tina (What's Love Got to Do with It) de Jerrold Freedman : Michael Turner, fils d'Ike

#### Court métrage
- 2003 : Soul to Take de lui-même : Trey Williams

#### Téléfilms
- 1980 : Scout's Honor de Henry Levin : un camarade de colé de Joey Seymour
- 1990 : Émeutes en Californie (Heat Wave) de Kevin Hooks : un jeune au rallye

#### Séries télévisées
- 1980-1986 : Arnold et Willy (Diff'rent Strokes) : Dudley Ramsey (43 épisodes)
- 1982-1983 : Les Petites Canailles (The Little Rascals) : Buckwheat (animation ; 33 épisodes)
- 1983 : La croisière s'amuse (The Love Boat) : Bobby Davis (saison 6, épisode 9 : The Fountain of Youth)
- 1985 : MacGyver : Reggie (saison 1, épisode 1 : Pilot)
- 1986-1988 : Magnum (Magnum, P.I.) : Bryant Calvin (5 épisodes)
- 1988 : La Belle et la Bête (Beauty and the Beast) : Anthony (saison 2, épisode 1 : Chamber Music)
- 1991 : Amour, gloire et beauté (The Bold and the Beautiful) : Jason Owens (2 épisodes)
- 1991 : Quoi de neuf, docteur ? (Growing Pains) : Kenny (3 épisodes)
- 1992 : La Vie de famille (Family Matters) : Alex (saison 4, épisode 4 : Rumor Has It)
- 1992-1994 : La Vie de famille (Family Matters) : Weasel (12 épisodes)
- 1992 : Le Prince de Bel-Air (The Fresh Prince of Bel-Air) : Noah (saison 3, épisode 2 : Will Gets Committed)
- 1995 : La Vie à tout prix (Chicago Hope) : le batteur (saison 2, épisode 2 : Rise from the Dead)

### Scénariste et réalisateur

#### Courts métrages
- 2003 : Soul to Take
- 2004 : A Taste of Us
- 2007 : Lord Help Us